# Josef Kajetán Tyl

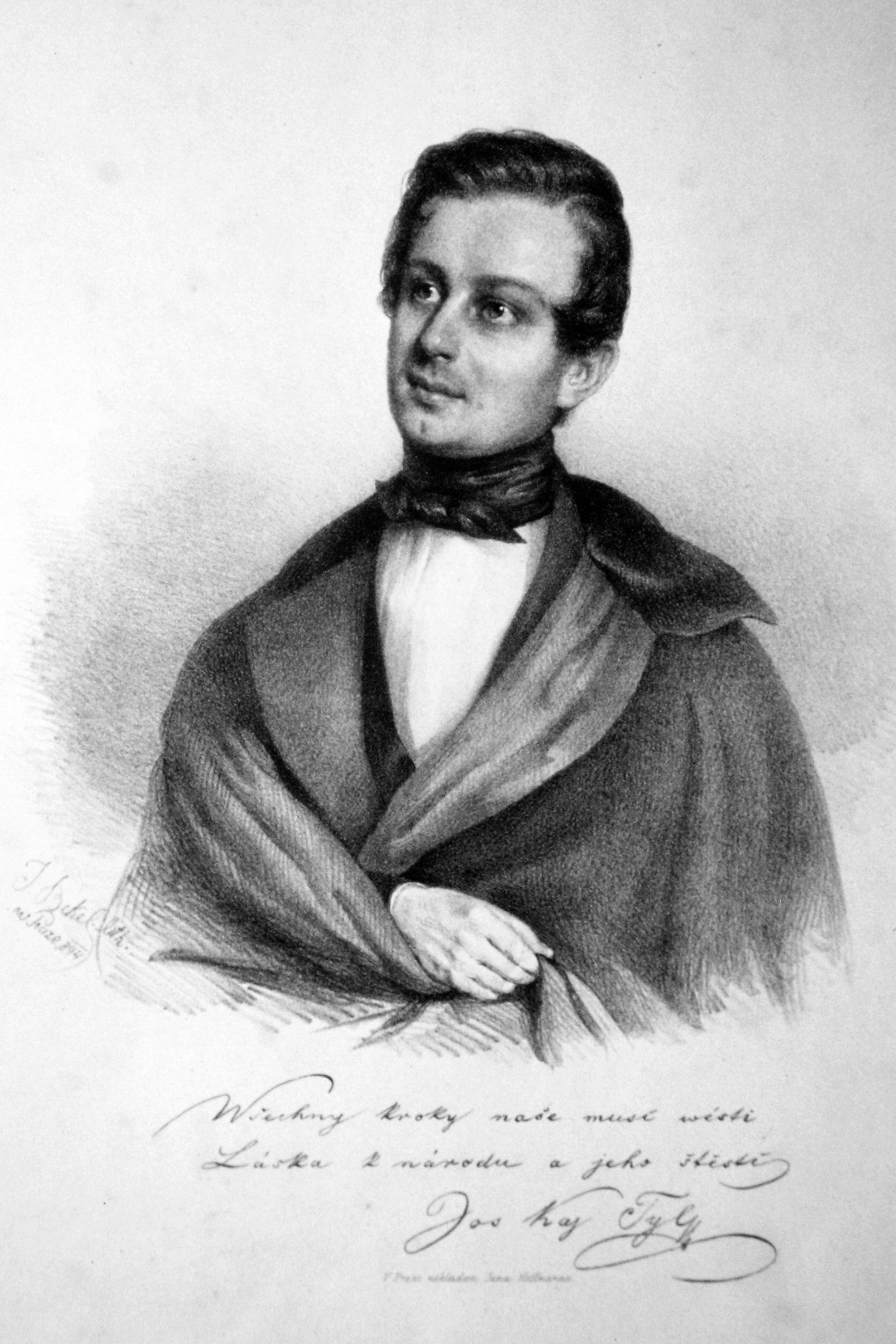
Josef Kajetan Tyl, Lithographie von Josef Bekel, 1844

Josef Kajetán Tyl (* 4. Februar 1808 in Kuttenberg, Chrudimer Kreis; † 11. Juli 1856 in Pilsen, Pilsner Kreis) war ein böhmischer Dramatiker. Er gilt als wichtige Figur der tschechischen Nationalbewegung. Bekanntheit erlangte er insbesondere als Texter der tschechischen Hymne Kde domov můj.

## Leben
Kuttenberg (Kutná Hora) besaß zu Zeiten seiner Geburt nur noch den Abglanz von dem einstigen Ruhm der zweitwichtigsten Stadt des böhmischen Königtums. Das böhmische Königtum stand zu Tyls Zeiten samt dem böhmischen Adel am Rande des Verfalls. Allerdings zeigten die Bestrebungen der ersten Generation der tschechischen nationalen Wiedergeburt schon die ersten Früchte. Tyl, der als Gymnasiast leidenschaftlich gern tschechische Bücher las, gab offen zu, dass das Werk des ersten tschechischen Dramatikers Václav Kliment Klicpera auf ihn am stärksten wirkte, das wiederum von seiner Liebe zum Theater zeugte. Seinem Hang zum Theater zufolge wurde Tyl schon zu Beginn seines Philosophiestudiums Mitglied einer Wandertruppe. Die organisatorische und dramaturgische Tätigkeit für das tschechische Theater betrachtete er dann als Sinn seines Lebens. Vor allem die Zeitspanne 1845–1850 zählt zu dem Höhepunkt der schöpferischen Aktivitäten von Josef Kajetán Tyl. In jener Zeitspanne entstanden seine dramatischen Bilder aus dem Alltagsleben, wie Des Brandstifters Tochter (1847), die dramatischen Märchen Der Dudelsackspieler von Strakonitz (1847) und die historischen Dramen Die Bergarbeiter aus Kuttenberg (1848), Jan Hus (1848) oder Drahomira und ihre Söhne (1849). Mit diesen Werken wurde das tschechische Drama begründet. Sie alle brachten den damaligen Zeitgeist zum Ausdruck, reagierten auf alle gesellschaftlichen und politischen Impulse, und dennoch zählen sie noch heute zum Schwerpunkt des Repertoires der tschechischen Theater; nicht nur deswegen, weil ihnen das Dramatische eigen ist, sondern auch, weil ihr demokratischer Inhalt und die Fähigkeit zu typisieren, überzeitlichen Charakter aufweisen.
Tyl lebte zu dritt mit seiner Ehefrau Magdalena Forchheimová und ihrer 21 Jahre jüngeren Schwester Anna, mit der er sieben Kinder hatte. Er engagierte sich ebenfalls politisch und nahm unter anderem 1848 am verfassungsgebenden Reichstag von Kremsier als Abgeordneter für den Bezirk Unhošť teil. 1851 wurde das Ensemble des Prager Ständetheaters aufgelöst und Tyl arbeitete weiter in einer Theaterwandergruppe. Schwer krank und verarmt verstarb er 1856 bei einem Theateraufenthalt in Pilsen und wurde dort auf dem St. Nikolaus-Friedhof (Mikulášský hřbitov) beigesetzt.
Von 1948 bis 1992 war das Prager Ständetheater nach Tyl benannt (Tylovo divadlo). Heute tragen die Theater in Kutná Hora und das Theater Pilsen seinen Namen.